# Marc Vidal Girona
Marc Vicente Vidal Girona (Vila-real, 14 de febrer de 2000) és un futbolista valencià que juga com a porter amb el RC Celta Fortuna.

## Carrera de club
Nascut a Vila-real, Plana Baixa, País Valencià, Vidal era del planter del Vila-real CF. Va debutar amb l'equip sènior l'1 de setembre de 2018, sent titular en una victòria per 2-0 a casa a Tercera Divisió davant l'Elx CF Ilicità.
Ascendit al filial a Segona Divisió B de cara a la temporada 2020-21, Vidal va ser principalment una opció de reserva per a Filip Jörgensen abans de passar a un altre equip reserva -el Betis Esportiu Balompié- el 10 de juny de 2021.
El 9 de juliol de 2022, Vidal va signar un contracte de dos anys amb el nouvingut a Segona Divisió FC Andorra. Va debutar amb el club el 12 de novembre, sent titular en una victòria a domicili per 3-1 davant el CD Manacor, per la Copa del Rei de la temporada.
Vidal va debutar com a professional el 21 de desembre del 2022, jugant els 90 minuts en una derrota per 2-1 davant el Llevant UE, també per la copa nacional. El 21 de juliol de l'any següent va ser cedit per un any al FC Barcelona Atlètic de Primera Federació.